# Prey - La caccia è aperta
(Frase di lancio)
Prey - La caccia è aperta (Prey) è un film thriller diretto da Darrell James Roodt, con Bridget Moynahan, Peter Weller e Jamie Bartlett, uscito in Italia il 18 maggio 2007, incassando complessivamente € 243.000.

## Trama
Tom Newman, ingegnere americano, ha deciso di coniugare vacanza e lavoro in uno spettacolare safari in Sudafrica. Durante un'escursione, alla quale l'uomo decide di non partecipare, la famiglia Newman si avventura nella savana selvaggia, fuori dai sentieri più battuti. In breve tempo si ritrovano accerchiati da un branco di leoni; non resta che trincerarsi dentro la jeep.

Sono circondati da belve feroci, non hanno armi, non c'è segnale telefonico: la sola possibilità di salvezza è resistere a oltranza e sperare che Tom ed i soccorsi siano più veloci dei leoni.